# Pat Giraud
Pat Giraud (* 1949 in Bussière-Poitevine, Département Haute-Vienne; † 18. Juni 2021) war ein französischer Musiker (Piano, Orgel, auch Komposition), der sich in der Jazz- und Chanson-Szene von Limoges hervortat.

## Leben und Wirken
Giraud begann im Alter von 7 Jahren Akkordeon zu spielen. 1964 wählte er schließlich das Klavier für seine Karriere als Musiker. Als er kaum 18 Jahre alt war, begleitete er in Limoges Bill Coleman am Piano. In den folgenden Jahren arbeitete er mit vielen Künstlern zusammen, von Rhoda Scott bis Milt Buckner, des Weiteren mit lokalen Musiker wie Bobby Dirninger, Eric Jaccard und Vincent Mondy. Im Laufe seiner Karriere arbeitete er vorwiegend in Limoges und im Limousin; darüber hinaus begleitete Jazzmusiker und auch französische Chansonsänger. Seine Vorliebe für swingenden Jazz veranlasste ihn ab 1971 dazu, im Harlem Jazz Trio zu spielen und das Album Harlem Nocturne einzuspielen, das 1991 den Preis des Hot Club de France erhielt. Als Organist ein Bewunderer von Milt Buckner, Wild Bill Davis und Jimmy Smith, trat er häufig im Hot Club de Limoges auf. Mit seiner Pat Giraud Swing Band gastierte er u. a. auch im Caveau de la Huchette in Paris. 2014 feierte er sein 50-jähriges Bühnenjubiläum, umgeben von vielen Künstlern, bei einem Konzert im Kulturzentrum Jean Gagnant in Limoges.
Unter eigenem Namen legte Giraud mehrere Alben vor, u. a. Et Maintenant... mit dem Gitarristen Patrick Saussois. Im Bereich des Jazz war er laut Tom Lord zwischen 1991 und 2007 an acht Aufnahmesessions beteiligt, neben eigenen Produktionen auch mit Pierre Boyer (Harlem Nocturne), zuletzt mit einem Mitschnitt vom Festival de Boogie Woogie de Laroquebrou 2007. 2018 gastierte Giraud auf dem Festival Laroquebrou im Orgel-Duo mit Stéfan Patry; 2019 war er künstlerischer Leiter des Festival Jazz et Blues à Chancelade. Er starb im Juni 2021 an den Folgen einer Krebserkrankung.

## Diskographische Hinweise
- Virjane (EVY, 1995), mit Daniel Huck, Simon Boyer
- Pat Giraud & Patrick Saussois: Et Maintenant... (Djaz, 1998), mit Dany Doriz, Didier Dorise, Simon Boyer
- Pat Giraud & Simple Quatre: Smacks and Kisses (Djaz, 2000), mit Marc Anthony, Francois Penot, Simon Boyer